# David McKeon
David McKeon (Australia, 25 de julio de 1992) es un nadador australiano especializado en pruebas de estilo libre media distancia, donde consiguió ser medallista de bronce mundial en 2015 en los 4x200 metros. Es hermano de la nadadora Emma McKeon.

## Carrera deportiva
En el Campeonato Mundial de Natación de 2015 celebrado en Budapest ganó la medalla de bronce en los relevos de 4x200 metros estilo libre, con un tiempo individual de 1:47.05 segundos, tras Reino Unido (oro) y Estados Unidos (plata).